# Tần Ninh công
Tần Hiến công (chữ Hán: 秦憲公, trị vì: 715 TCN – 704 TCN), là vị vua thứ tám của nước Tần - chư hầu nhà Chu trong lịch sử Trung Quốc. Trong Sử ký Tư Mã Thiên ghi chép thụy hiệu của ông là Tần Ninh công(秦寧公), nhưng những dòng chữ trên những đồ đồng được khai quật từ thời đại đã chứng minh rằng Sử ký đã lầm lẫn chữ Ninh(寧) với chữ Hiến(宪/憲).

## Sự nghiệp
Theo Sử ký, Tần Hiến công là cháu đích tôn của Tần Văn công, vua thứ 7 nước Tần. Cha ông là Tần Tĩnh công đã qua đời trước ông nội nên ông được lập làm người kế vị. Năm 716 TCN, Tần Văn công mất, ông lên nối ngôi, lúc đó mới 10 tuổi.
Năm 714 TCN, Tần Hiến công dời đô đến Bình Dương (平阳, ngày nay thuộc Thiểm Tây) và điều quân đánh đất Đãng Xa của nước Bạc. Sang năm 713 TCN, ông lại điều quân đánh nước Bạc lần thứ 2, vua nước Bạc thua chạy sang Tây Nhung.
Năm 704 TCN, Tần Hiến công đánh họ Đãng và chiếm đất Đãng.
Cùng năm, Tần Hiến công qua đời khi mới 22 tuổi. Ông ở ngôi được 12 năm, được an táng tại Tây Sơn.
Tần Hiến công lấy vợ là Cơ Tử nước Lỗ, sinh được hai người con lớn. Sau đó ông lại sinh ra người con trai út. Hiến công vốn đã lập người con trưởng làm thế tử, nhưng sau khi ông qua đời, 3 đại thần là Phất Kỵ, Uy Lũy và Tam Phủ phế thế tử, lập người con út là Doanh Mạn mới 5 tuổi lên nối ngôi, tức là Tần Xuất tử.